# Percy Bratt
Percy Bratt, egentligen Carl Percival Bratt, född 27 mars 1952, är en svensk jurist och advokat specialiserad på tryckfrihetsrätt, skadeståndsrätt och mänskliga rättigheter. 
Han har bland annat varit engagerad i fallet Dawit Isaak som en av de tre jurister som gjort framställningar i ärendet till Eritreas högsta domstol. Han har också varit försvarare för Åke Green samt ombud i andra uppmärksammade mål, bland annat beträffande så kallat "skakvåld" och fallet med barnmorskan Ellinor Grimmark. Han har även varit försvarare åt Maria Ågren, tidigare Generaldirektör för Transportstyrelsen, när hon åtalades för obehörig befattning med hemlig uppgift. 
Han är tillsammans med professor Ove Bring kursföreståndare i kursen Praktisk europaprocess (15 hp) vid Stockholms universitet. 
Han har tidigare varit styrelseordförande i Civil Rights Defenders.  Percy Bratt är ordförande i stiftelsen Rättsfonden. 